# Sporobolus flexuosus
Sporobolus flexuosus là một loài thực vật có hoa trong họ Hòa thảo. Loài này được (Vasey) Rydb. miêu tả khoa học đầu tiên năm 1905.